# Mein Mann, der Cowboy
Mein Mann, der Cowboy (Originaltitel: The Cowboy and the Lady) ist eine US-amerikanische Filmkomödie von H. C. Potter aus dem Jahre 1938 mit Gary Cooper und Merle Oberon in den Hauptrollen.

## Handlung
Mary Smith lebt in wohlbehüteten, aber langweiligen Verhältnissen unter der Fuchtel ihres angesehenen Vaters, Richter Horace Smith, dessen Wunsch es ist, Präsident der Vereinigten Staaten zu werden. Nur Onkel Hannibal bringt etwas Freude in ihr Luxusleben. Als er sie eines Tages in einen Spielsalon mitnimmt, wird dieser von einer Polizeirazzia heimgesucht. Die prominente Mary bleibt jedoch unerkannt. Dennoch schickt Vater Horace sie ins Exil nach Palm Beach, um einen Skandal zu vermeiden. Dort ist sie in Begleitung ihrer Anstandsdamen Katie und Elly.
Mary verliebt sich in den Rodeostar Stretch Willoughby aus Montana. Stretch ist jedoch zu schüchtern, um dies zur Kenntnis zu nehmen. Katie und Ellen beraten sie darin, wie man einen Mann auf sich aufmerksam machen kann. Als sie eine Geschichte von ihrem harten Leben erfindet, beißt der Cowboy an. Sie flieht schließlich mit ihm auf einem Schiff. Der Kapitän des Schiffes traut das junge Paar. Alles scheint glücklich zu verlaufen, bis Mary die Nachricht erhält, dass ihr Vater sie in Palm Beach besuchen kommt.
Sie verlässt ihren jungen Ehemann mit der Ausrede einer Familienkrise. In Palm Beach erklärt sie sich ihrem Vater, der dementsprechend verärgert ist. Dennoch bittet er sie, ihn bei einem wichtigen Treffen zu begleiten. Zwischenzeitlich macht sich Stretch Sorgen um seine Ehefrau und fährt auch nach Palm Beach. Er platzt in die politisch wichtige Dinnerparty und erfährt von Marys wahrer Identität. Stretch weiß sich hier überhaupt nicht zu benehmen und macht sich zum Gespött der Dinnergäste.
Bei Mary erwachen nur noch tiefere Gefühle für Stretch. Onkel Hannibal ist schließlich wieder einmal für Mary der Retter in der Not. Er kann Richter Smith von der Aufrichtigkeit der Gefühle des jungen Paares überzeugen. Richter Smith erkennt, dass das Glück seiner Tochter wichtiger ist, als seine politischen Ambitionen. Stretch kehrt schließlich mit der gesamten Familie Smith nach Montana in seine Heimat zurück. Dort erfährt Richter Smith wie schön das einfache Landleben sein kann.

## Kritiken
„Schwungvoll inszenierte und gut gespielte Komödie mit einem Schuß naiver Sozialkritik, die als modernes Märchen gefällig unterhält.“

## Hintergrund
Das Drehbuch von S. N. Behrman und Sonya Levien, an dem noch weitere dreizehn Drehbuchschreiber mitarbeiteten, basierte auf einer Geschichte von Frank R. Adams und Leo McCarey.
William Wyler, der ursprüngliche Regisseur, wurde von Produzent Samuel Goldwyn entlassen, als er zu viele Wiederholungen einzelner Szenen ansetzte. Den Regiestuhl übernahm H. C. Potter. Als der Drehplan überschritten wurde, musste er durch Stuart Heisler ersetzt werden, da er sich bereits für ein anderes Filmprojekt verpflichtet hatte. Im Vor- und Abspann wurde nur H. C. Potter als Regisseur genannt.
Der Film der United Artists gelangte 1950 als Mein Mann, der Cowboy in die bundesdeutschen Lichtspielhäuser. In dieser Synchronfassung bekam Gary Cooper die Stimme von Arnold Marquis. In der 1978 ausgestrahlten Fernsehfassung erhielt Gary Cooper die Stimme von Hartmut Reck.

## Auszeichnungen
- 1939: Oscar: Bester Ton
- 1939: Oscar-Nominierung: Bester Filmsong „The Cowboy and the Lady“
- 1939: Oscar-Nominierung: Beste Filmmusik